# 1512 Oulu

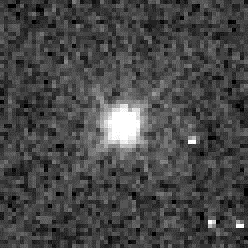
1512 Oulu

1512 Oulu eller 1939 FE är en asteroid upptäckt 18 mars 1939 av den finske astronomen Heikki A. Alikoski vid Storheikkilä observatorium. Asteroiden har fått sitt namn efter det finska namnet på Uleåborg, där upptäckaren föddes.
Asteroiden tillhör gruppen av Hilda-asteroider som befinner sig i 3:2 banresonans med Jupiter. Det finns misstankar om att sådana asteroider är kometer som fångats in av Jupiter Man har dock aldrig observerat någon kometlik aktivitet hos sådana asteroider.